# Constantin Perski
Pour les articles homonymes, voir Perski.
Constantin Dmitrievitch Perski (en russe : Константин Дмитриевич Перский), né le 21 mai 1854 (2 juin dans le calendrier grégorien) dans le Gouvernement de Tver (Empire russe) et mort le 23 mars 1906 (5 avril dans le calendrier grégorien), est un physicien russe.
Constantin Perski était professeur d'électricité à l'Académie d'Artillerie de Saint-Pétersbourg. À l'occasion de l'Exposition universelle de Paris le 25 août 1900 et du Premier Congrès International d'électricité, il publia un article intitulé Télévision au moyen de l’électricité qui constitue la première occurrence du mot « télévision ».